# Llista de premis de Coldplay

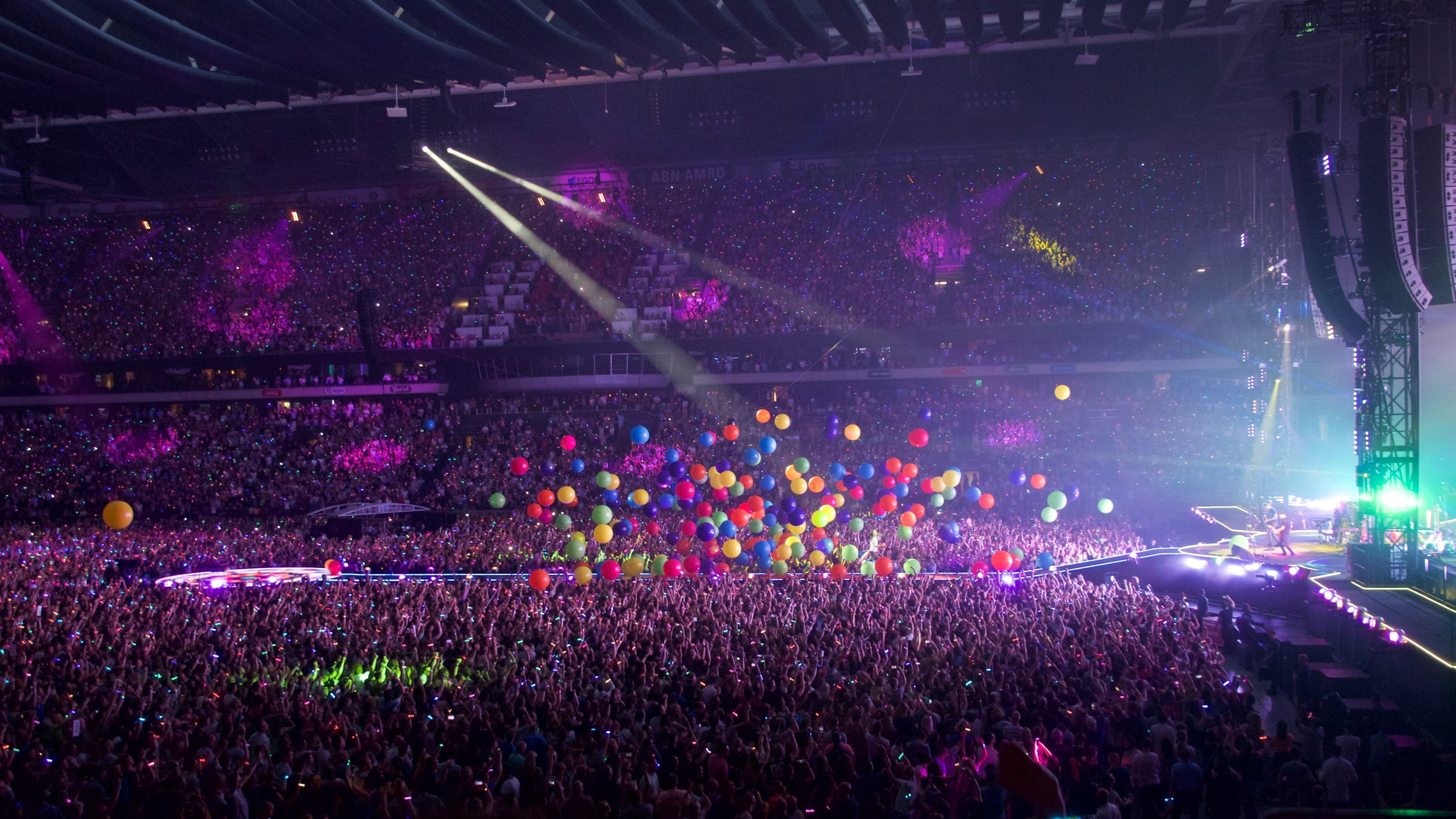
Coldplay tocant "Adventure of a Lifetime" a Amsterdam el juny de 2016.

Llista dels premis i nominacions rebuts pel grup de música Coldplay. Aquesta banda anglesa de rock alternatiu i britpop es va crear l'any 1996 a Londres i està formada per Chris Martin (veu, piano i guitarra), Jonny Buckland (guitarra), Guy Berryman (baix) i Will Champion (bateria i percussió). Des del seu primer treball s'han convertit en una de la bandes més populars al Regne Unit i arreu del món superant els 50 milions de còpies venudes.
Durant la seva trajectòria superen la cinquantena de guardon i el centenar de nominacions en els principals premis musicals de tot el món, entre els quals destaquen els Brit Awards i els Grammy Awards. Han estat guardonats i nominats a diversos premis importants com millor cançó, millor àlbum i millor grup en diverses ocasions.

## Resum
| Premis                  | Guanyats | Nominacions |
| ----------------------- | -------- | ----------- |
| ARIA Music Awards       | 0        | 3           |
| Billboard Music Awards  | 9        | 29          |
| BRIT Awards             | 9        | 31          |
| Grammy Awards           | 8        | 38          |
| Premis Mercury          | 0        | 3           |
| MTV Europe Music Awards | 8        | 31          |
| MTV Video Music Awards  | 7        | 30          |
| Premis Ondas            | 2        | 2           |
| World Music Awards      | 4        | 6           |

## ARIA Music Awards
| Any  | Categoria                    | Treball  | Resultat |
| ---- | ---------------------------- | -------- | -------- |
| 2012 | Millor artista internacional | Coldplay | Nominat  |
| 2014 | Millor artista internacional | Coldplay | Nominat  |
| 2016 | Millor artista internacional | Coldplay | Nominat  |

## Billboard Music Awards
Els premis Billboard Music Awards són lliurats anualment per la revista Billboard Magazine. Coldplay ha estat guardonat amb quatre premis de deu nominacions.
| Any  | Categoria                      | Treball                                           | Resultat   |
| ---- | ------------------------------ | ------------------------------------------------- | ---------- |
| 2012 | Millor duet/grup               | Coldplay                                          | Nominat    |
| 2012 | Millor artista rock            | Coldplay                                          | Guanyador  |
| 2012 | Millor artista alternatiu      | Coldplay                                          | Guanyador  |
| 2012 | Millor àlbum rock              | Mylo Xyloto                                       | Guanyador  |
| 2012 | Millor àlbum alternatiu        | Mylo Xyloto                                       | Guanyador  |
| 2012 | Millor cançó rock              | «Paradise»                                        | Nominat    |
| 2012 | Millor cançó alternativa       | «Paradise»                                        | Nominat    |
| 2013 | Millor duet/grup               | Coldplay                                          | Nominat    |
| 2013 | Millor artista rock            | Coldplay                                          | Nominat    |
| 2013 | Millor artista de gira         | Coldplay                                          | Nominat    |
| 2015 | Millor artista rock            | Coldplay                                          | Nominat    |
| 2015 | Millor àlbum rock              | Ghost Stories                                     | Guanyador  |
| 2015 | Millor cançó rock              | «A Sky Full of Stars»                             | Nominat    |
| 2016 | Millor àlbum rock              | A Head Full of Dreams                             | Nominat    |
| 2017 | Millor gira de rock            | A Head Full of Dreams Tour                        | Guanyadora |
| 2017 | Millor duet/grup               | Coldplay                                          | Nominat    |
| 2017 | Millor artista de gira         | Coldplay                                          | Nominat    |
| 2017 | Millor artista de rock         | Coldplay                                          | Nominat    |
| 2018 | Millor duet/grup               | Coldplay                                          | Nominat    |
| 2018 | Millor artista de gira         | Coldplay                                          | Nominat    |
| 2018 | Millor gira de rock            | A Head Full of Dreams Tour                        | Nominat    |
| 2018 | Millor cançó dance/electrònica | «Something Just Like This» (amb The Chainsmokers) | Guanyadora |
| 2018 | Millor col·laboració           | «Something Just Like This» (amb The Chainsmokers) | Nominat    |
| 2018 | Millor cançó ràdio             | «Something Just Like This» (amb The Chainsmokers) | Nominat    |
| 2022 | Millor àlbum de rock           | Music of the Spheres                              | Nominat    |
| 2022 | Millor cançó de rock           | «My Universe» (amb BTS)                           | Nominat    |
| 2023 | Millor artista de gira de rock | Coldplay                                          | Guanyador  |
| 2024 | Millor duet/grup               | Coldplay                                          | Nominat    |
| 2024 | Millor artista de gira de rock | Coldplay                                          | Guanyador  |

## BRIT Awards
Els premis BRIT Awards són lliurats anualment per la indústria britànica British Phonographic Industry. Coldplay ha estat guardonat amb set premis de 21 nominacions.
| Any  | Categoria                        | Treball                                   | Resultat   |
| ---- | -------------------------------- | ----------------------------------------- | ---------- |
| 2001 | Millor grup britànic             | Coldplay                                  | Guanyador  |
| 2001 | Millor grup revelació britànic   | Coldplay                                  | Nominat    |
| 2001 | Millor àlbum britànic            | Parachutes                                | Guanyador  |
| 2001 | Millor senzill britànic          | "Yellow"                                  | Nominat    |
| 2001 | Millor vídeo anglès              | "Yellow"                                  | Nominat    |
| 2002 | Millor vídeo britànic            | "Trouble"                                 | Nominat    |
| 2003 | Millor àlbum britànic            | A Rush of Blood to the Head               | Guanyador  |
| 2003 | Millor grup britànic             | Coldplay                                  | Guanyador  |
| 2006 | Millor grup britànic             | Coldplay                                  | Nominat    |
| 2006 | Millor actuació en directe       | Coldplay                                  | Nominada   |
| 2006 | Millor senzill britànic          | "Speed of Sound"                          | Guanyador  |
| 2006 | Millor àlbum britànic            | X&Y                                       | Guanyador  |
| 2009 | Millor grup britànic             | Coldplay                                  | Nominat    |
| 2009 | Millor actuació en directe       | Coldplay                                  | Nominada   |
| 2009 | Millor senzill britànic          | "Viva la Vida"                            | Nominat    |
| 2009 | Millor àlbum britànic            | Viva la Vida or Death and All His Friends | Nominat    |
| 2010 | Millor àlbum dels últims 30 anys | A Rush of Blood to the Head               | Nominat    |
| 2012 | Millor grup britànic             | Coldplay                                  | Guanyador  |
| 2012 | Millor àlbum britànic de l'any   | Mylo Xyloto                               | Nominat    |
| 2013 | Millor senzill britànic de l'any | "Princess of China" (amb Rihanna)         | Nominat    |
| 2013 | Millor actuació en directe       | Coldplay                                  | Guanyadora |
| 2015 | Millor grup britànic             | Coldplay                                  | Nominat    |
| 2016 | Millor grup britànic             | Coldplay                                  | Guanyador  |
| 2016 | Millor àlbum britànic de l'any   | A Head Full of Dreams                     | Nominat    |
| 2017 | Millor senzill britànic de l'any | Hymn for the Weekend                      | Nominat    |
| 2017 | Millor videoclip britànic        | Hymn for the Weekend                      | Nominat    |
| 2020 | Millor grup britànic             | Coldplay                                  | Nominat    |
| 2022 | Millor grup britànic             | Coldplay                                  | Nominat    |
| 2022 | Millor actuació rock/alternativa | Coldplay                                  | Nominat    |
| 2025 | Millor grup britànic             | Coldplay                                  | Nominat    |
| 2025 | Millor cançó de l'any            | Feelslikeimfallinginlove                  | Nominat    |

## Grammy Awards
Els premis Grammy Awards són lliurats anualment per la indústria estatunidenca National Academy of Recording Arts and Sciences. Coldplay ha estat guardonat amb vuit premis de 27 nominacions.
| Any  | Categoria                                         | Treball                                   | Resultat   |
| ---- | ------------------------------------------------- | ----------------------------------------- | ---------- |
| 2002 | Millor interpretació vocal de rock de duet o grup | "Yellow"                                  | Nominada   |
| 2002 | Millor àlbum de música alternativa                | Parachutes                                | Guanyador  |
| 2003 | Millor interpretació vocal de rock de duet o grup | "In My Place"                             | Guanyadora |
| 2003 | Millor àlbum de música alternativa                | A Rush of Blood to the Head               | Guanyador  |
| 2004 | Gravació de l'any                                 | "Clocks"                                  | Guanyadora |
| 2004 | Millor vídeo musical de format curt               | "The Scientist"                           | Nominat    |
| 2005 | Millor vídeo musical de format llarg              | Live 2003                                 | Nominat    |
| 2006 | Millor cançó de rock                              | "Speed of Sound"                          | Guanyadora |
| 2006 | Millor interpretació vocal de rock de duet o grup | "Speed of Sound"                          | Nominada   |
| 2006 | Millor àlbum de rock                              | X&Y                                       | Nominat    |
| 2007 | Millor interpretació vocal de rock de duet o grup | "Talk"                                    | Nominada   |
| 2009 | Gravació de l'any                                 | "Viva la Vida"                            | Nominada   |
| 2009 | Cançó de l'any                                    | "Viva la Vida"                            | Guanyadora |
| 2009 | Millor interpretació vocal de rock de duet o grup | "Viva la Vida"                            | Guanyadora |
| 2009 | Àlbum de l'any                                    | Viva la Vida or Death and All His Friends | Nominat    |
| 2009 | Millor àlbum de rock                              | Viva la Vida or Death and All His Friends | Guanyador  |
| 2009 | Millor cançó de rock                              | "Violet Hill"                             | Nominada   |
| 2009 | Millor interpretació vocal de rock de duet o grup | "Violet Hill"                             | Nominada   |
| 2010 | Millor vídeo musical de format curt               | "Life in Technicolor II"                  | Nominat    |
| 2010 | Millor interpretació vocal de rock de duet o grup | "Life in Technicolor II"                  | Nominada   |
| 2012 | Millor interpretació pop de duet o grup           | "Paradise"                                | Nominada   |
| 2012 | Millor interpretació de rock                      | "Every Teardrop Is a Waterfall"           | Nominada   |
| 2012 | Millor cançó de rock                              | "Every Teardrop Is a Waterfall"           | Nominada   |
| 2013 | Millor interpretació de rock                      | "Charlie Brown"                           | Nominada   |
| 2013 | Millor àlbum de rock                              | Mylo Xyloto                               | Nominat    |
| 2014 | Millor cançó escrita per mitjà visual             | "Atlas"                                   | Nominada   |
| 2014 | Millor vídeo musical de llarg format              | Live 2012                                 | Nominada   |
| 2015 | Millor actuació pop duo/grup                      | "A Sky Full of Stars"                     | Nominada   |
| 2015 | Millor àlbum de pop vocal                         | Ghost Stories                             | Nominada   |
| 2015 | Millor vídeo musical de llarg format              | Ghost Stories Live 2014                   | Nominada   |
| 2017 | Millor videoclip                                  | "Up & Up"                                 | Nominat    |
| 2018 | Millor actuació duet/grup pop                     | "Something Just like This"                | Nominada   |
| 2018 | Millor àlbum de pop vocal                         | Kaleidoscope                              | Nominat    |
| 2021 | Millor àlbum de l'any                             | Everyday Life                             | Nominat    |
| 2022 | Millor actuació duet/grup pop                     | "Higher Power"                            | Nominat    |
| 2023 | Millor àlbum de l'any                             | Music of the Spheres                      | Nominat    |
| 2023 | Millor àlbum vocal pop                            | Music of the Spheres                      | Nominat    |
| 2023 | Millor actuació duet/grup pop                     | "My Universe" (amb BTS)                   | Nominada   |

## Premis Mercury
Els Premis Mercury són lliurats anualment per la indústria britànica British Phonographic Industry als millors àlbums de l'any. Coldplay no ha estat mai guardonat malgrat rebre 3 nominacions.
| Any  | Categoria      | Treball                     | Resultat |
| ---- | -------------- | --------------------------- | -------- |
| 2000 | Premis Mercury | Parachutes                  | Nominat  |
| 2003 | Premis Mercury | A Rush of Blood to the Head | Nominat  |
| 2005 | Premis Mercury | X&Y                         | Nominat  |

## MTV Europe Music Awards
Els premis MTV Europe Music Awards són lliurats anualment pel canal MTV Europe a la música europea. Coldplay ha estat guardonat amb quatre premis de les disset nominacions.
| Any  | Categoria                          | Treball                                   | Resultat  |
| ---- | ---------------------------------- | ----------------------------------------- | --------- |
| 2002 | Millor grup                        | Coldplay                                  | Nominat   |
| 2002 | Millor rock                        | Coldplay                                  | Nominat   |
| 2002 | Millor artista britànic o irlandès | Coldplay                                  | Guanyador |
| 2002 | Millor àlbum                       | A Rush of Blood to the Head               | Nominat   |
| 2003 | Millor grup                        | Coldplay                                  | Guanyador |
| 2005 | Millor grup                        | Coldplay                                  | Nominat   |
| 2005 | Millor rock                        | Coldplay                                  | Nominat   |
| 2005 | Millor artista britànic o irlandès | Coldplay                                  | Guanyador |
| 2005 | Millor àlbum                       | X&Y                                       | Nominat   |
| 2005 | Millor cançó                       | "Speed of Sound"                          | Guanyador |
| 2008 | Àlbum de l'any                     | Viva la Vida or Death and All His Friends | Nominat   |
| 2008 | Actuació del 2008                  | Coldplay                                  | Nominat   |
| 2008 | Cançó més addictiva                | "Viva la Vida"                            | Nominat   |
| 2009 | Millor actuació mundial            | Coldplay                                  | Nominat   |
| 2011 | Millor directe                     | Coldplay                                  | Nominat   |
| 2011 | Millor rock                        | Coldplay                                  | Nominat   |
| 2011 | Millor artista britànic o irlandès | Coldplay                                  | Nominat   |
| 2012 | Millor rock                        | Coldplay                                  | Nominat   |
| 2014 | Millor rock                        | Coldplay                                  | Nominat   |
| 2015 | Millor rock                        | Coldplay                                  | Guanyador |
| 2016 | Millor rock                        | Coldplay                                  | Guanyador |
| 2016 | Millor directe                     | Coldplay                                  | Nominat   |
| 2016 | Millor acte britànic/irlandès      | Coldplay                                  | Nominat   |
| 2016 | Millor videoclip                   | "Up & Up"                                 | Nominat   |
| 2017 | Millor rock                        | Coldplay                                  | Guanyador |
| 2017 | Millor directe                     | Coldplay                                  | Nominat   |
| 2020 | Millor rock                        | Coldplay                                  | Guanyador |
| 2021 | Millor rock                        | Coldplay                                  | Nominat   |
| 2022 | Millor directe                     | Coldplay                                  | Nominat   |
| 2024 | Millor rock                        | Coldplay                                  | Nominat   |
| 2024 | Millor directe                     | Coldplay                                  | Nominat   |

## MTV Video Music Awards
Els premis MTV Video Music Awards són lliurats anualment pel canal MTV als millors vídeos musicals. Coldplay ha estat guardonat amb cinc premis de les vint nominacions.
| Any  | Categoria                           | Treball                    | Resultat  |
| ---- | ----------------------------------- | -------------------------- | --------- |
| 2001 | Millor nou artista                  | «Yellow»                   | Nominat   |
| 2002 | Vídeo revelació                     | «Trouble»                  | Nominat   |
| 2002 | Millor direcció artística de vídeo  | «Trouble»                  | Guanyador |
| 2003 | Vídeo revelació                     | «The Scientist»            | Guanyador |
| 2003 | Millor direcció de vídeo            | «The Scientist»            | Guanyador |
| 2003 | Millor grup                         | «The Scientist»            | Guanyador |
| 2005 | Vídeo de l'any                      | «Speed of Sound»           | Nominat   |
| 2005 | Millors efectes especials           | «Speed of Sound»           | Nominat   |
| 2005 | Millor muntatge                     | «Speed of Sound»           | Nominat   |
| 2005 | Millor fotografia                   | «Speed of Sound»           | Nominat   |
| 2008 | Vídeo britànic                      | «Violet Hill»              | Nominat   |
| 2008 | Millors efectes especials           | «Violet Hill»              | Nominat   |
| 2009 | Millor vídeo de rock                | «Viva la Vida»             | Nominat   |
| 2009 | Millors direcció artística de vídeo | «Viva la Vida»             | Nominat   |
| 2009 | Millors fotografia de vídeo         | «Viva la Vida»             | Nominat   |
| 2009 | Millors muntatge de vídeo           | «Viva la Vida»             | Nominat   |
| 2010 | Vídeo revelació                     | «Strawberry Swing»         | Nominat   |
| 2012 | Millor direcció de vídeo            | «Princess of China»        | Nominat   |
| 2012 | Millors fotografia de vídeo         | «Princess of China»        | Nominat   |
| 2012 | Millors vídeo de rock               | «Paradise»                 | Guanyador |
| 2016 | Millor videoclip de rock            | «Adventure of a Lifetime»  | Nominat   |
| 2016 | Millor direcció                     | «Up & Up»                  | Nominat   |
| 2016 | Millors efectes visuals             | «Up & Up»                  | Guanyador |
| 2017 | Millor videoclip de rock            | «A Head Full of Dreams»    | Nominat   |
| 2020 | Millor videoclip de rock            | «Orphans»                  | Guanyador |
| 2021 | Millors efectes visuals             | «Higher Power»             | Nominat   |
| 2022 | Millors efectes visuals             | «My Universe» amb BTS      | Nominat   |
| 2024 | Millor banda                        | Coldplay                   | Nominat   |
| 2024 | Millor videoclip de rock            | «Feelslikeimfallinginlove» | Nominat   |
| 2024 | Millor videoclip per bé             | «Feelslikeimfallinginlove» | Nominat   |

## Premis Ondas
Els Premis Ondas són guardons lliurats per Ràdio Barcelona als professionals de ràdio, televisió, cinema i música. Coldplay ha estat guardonat amb dos premis.
| Any  | Categoria                           | Treball  | Resultat  |
| ---- | ----------------------------------- | -------- | --------- |
| 2005 | Millor artista o grup internacional | Coldplay | Guanyador |
| 2008 | Millor artista o grup internacional | Coldplay | Guanyador |

## World Music Awards
Els premis World Music Awards són lliurats anualment basats en les vendes obtingudes a nivell mundial i entregats per la International Federation of the Phonographic Industry. Coldplay ha estat guardonat amb tres premis de les vuit nominacions que ha rebut.
| Any  | Categoria                                    | Treball  | Resultat  |
| ---- | -------------------------------------------- | -------- | --------- |
| 2005 | Artista britànic més venut mundialment       | Coldplay | Guanyador |
| 2006 | Grup de rock més venut mundialment           | Coldplay | Nominat   |
| 2008 | Actuació enregistrada més venuda mundialment | Coldplay | Guanyador |
| 2008 | Grup de rock més venuda mundialment          | Coldplay | Guanyador |
| 2008 | Artista britànic més venut mundialment       | Coldplay | Guanyador |
| 2012 | Grup més venut mundialment                   | Coldplay | Nominat   |